# Barano d’Ischia
Barano d’Ischia – miejscowość i gmina we Włoszech, w regionie Kampania, w prowincji Neapol.
Według danych na rok 2004 gminę zamieszkiwało 8577 osób, 779,7 os./km².